# Obeidia propinquans
Obeidia propinquans är en fjärilsart som beskrevs av Eugen Wehrli 1933. Obeidia propinquans ingår i släktet Obeidia och familjen mätare. Inga underarter finns listade i Catalogue of Life.